# Ruski Batalion Strzelców Górskich
Ruski Batalion Strzelców Górskich (niem. Ruthenisches Bergschützen-Bataillon lub Russiches Frey-Corps) – batalion piechoty Armii Cesarstwa Austriackiego.
Jednostka złożona z Rusinów została sformowana na początku 1849 we Lwowie z inicjatywy Głównej Rady Ruskiej. Jej zadaniem miała być ochrona przełęczy karpackich przed przedostawaniem się powstańców węgierskich do Galicji. 
Do oddziału zgłosiło się 3460 ochotników, z których przyjęto 1410. W kwietniu 1849 utworzono z nich batalion, podzielony na 6 kompanii (sotni). Większość oficerów była narodowości ruskiej, batalion otrzymał również specjalne mundury. Do września 1849 przebywał na szkoleniu we Lwowie, następnie skierowano go do Koszyc, gdzie w związku z upadkiem powstania węgierskiego prowadził służbę wartowniczą. Żołnierzom Batalionu wyjaśniano, że przyczyną powołania oddziału „jest ogólna potrzeba państwa, potrzeba cesarza, potrzeba porządku zakłóconego przez wrogów”. Postawiono im za wzór Słowaków, również walczących z powstaniem węgierskim ("powstanie wrześniowe"). 
3 stycznia 1850 batalion został w Przemyślu zdemobilizowany.